# Seventh Star
Seventh Star – studyjny album brytyjskiej grupy Black Sabbath wydany 28 stycznia 1986, pierwszy, a zarazem jedyny album z Glennem Hughesem jako wokalistą. Początkowo miał on być solowym albumem Tony'ego Iommiego, nie zgodziła się na to jednak wytwórnia. Wydano go więc jako album Black Sabbath i Tony'ego Iommiego pod szyldem Black Sabbath featuring Tony Iommi.

## Lista utworów
1. "In for the Kill" – 3:40
2. "No Stranger to Love" – 4:28
3. "Turn to Stone" – 3:28
4. "Sphinx (The Guardian)" – 1:11
5. "Seventh Star" – 5:20
6. "Danger Zone" – 4:23
7. "Heart Like a Wheel" – 6:35
8. "Angry Heart" – 3:06
9. "In Memory..." – 2:35

## Twórcy
- Glenn Hughes – wokal
- Tony Iommi – gitara
- Geoff Nicholls – instrumenty klawiszowe
- Dave Spitz – gitara basowa
- Gordon Copley - gitara basowa w "No Stranger to Love"
- Eric Singer – perkusja